# Oriencyrtus beybienkoi
Oriencyrtus beybienkoi  (лат.) — вид мелких паразитических хальцидоидных наездников из семейства Encyrtidae. Длина около 1 мм. Россия (Приморский край), Монголия, Китай. Брюшко, грудь и голова чёрные. Усики и ноги буровато-чёрные, лапки более светлые. Передние крылья затемнённые. Паразиты ложнощитовок (Coccidae) видов Eulecanium diminutum (на маакии Maackia amurensis) и Eulecanium kostylevi (на вязе Ulmus pumila). Вид был впервые описан в 1974 году и назван в честь члена-корреспондента АН СССР энтомолога Григория Яковлевича Бей-Биенко.
.